# Coronate
Coronate (o Cascina Coronate) è una frazione del comune italiano di Morimondo in provincia di Milano (da cui dista 0,95 km), posta a sud del centro abitato, in direzione di Besate.

## Storia

### Le origini del borgo e la fondazione della prima comunità monastica
Le tracce della presenza dell'uomo in quello che poi sarebbe divenuta la località di Coronate, risalgono perlomeno al IV secolo a.C., epoca a cui risalgono tombe e monete galliche ritrovate nel territorio.
Il sito di Coronate (noto anticamente anche con le varianti di Coronato, Colonago o Coronago), tra il 1018 ed il 1031, venne infeudato assieme alla pieve di Rosate dall'arcivescovo di Milano Ariberto da Intimiano ad Anselmo IV Avogadri (di un ramo della famiglia "Da Basiano") per ricompensarlo dell'attività da lui svolta come avvocato della curia milanese, aggiungendovi la possibilità di erigere altri castelli nell'area, come appunto farà a Coronate. Ma anche il monastero di San Felice di Pavia era proprietario di beni nall'area, che furono confermati dall'imperatore Enrico II tramite un diploma del 1014.
Il borgo è però divenuto famoso in quanto è tradizionalmente indicato come il primo punto di approdo dei tredici monaci cistercensi (dodici più un abate, Gualcherio) provenienti dall'abbazia di Morimond in Francia che qui si insediarono il giorno dell'Incarnazione del Signore del 1134 (10 ottobre). La scelta del borgo non fu casuale in quanto questi primi monaci, inviati da Bernardo di Chiaravalle per evangelizzare in accordo col papa ma in piena opposizione dell'arcivescovo milanese Anselmo V Pusterla, il quale intendeva evitare che Milano tornasse pienamente sotto la sfera del potere pontificio a svantaggio di quello imperiale; i monaci vennero volontariamente ospitati dai fratelli Guidone e Wala da Besate, potenti signori feudali locali che posero la prima comunità monastica sotto la loro diretta protezione. Secondo alcune fonti antiche, il primo insediamento sarebbe avvenuto in una casa rurale posta presso un fortilizio militare locale che era di proprietà dei due fratelli da Besate, motivo per cui i monaci si sentirono rassicurati dal rimanere, all'ombra di accurate difese. Qui inoltre, pare, esistesse già un primitivo luogo di culto dedicato a San Marco che venne ridedicato alla Madonna ed a Sant'Ambrogio.
I monaci, dal 10 novembre 1136, decisero per praticità di trasferirsi nella vicina cascina Faruciola (o Faracciola o, ancora più anticamente campo Fulcherio), in un podere con grangia donato loro da Fulcherio da Besate, e quindi iniziarono la fondazione dell'abbazia locale, poco più a nord, lasciando ai contadini il primitivo centro abitato. Tale decisione, per quanto non documentata da scritture dell'epoca, è probabile fosse dovuta al fatto che la loro casa ed i loro campi avessero subito pesanti danni e devastazioni dalle armate pavesi in fuga da Milano dove erano state battute recentemente. Nulla è rimasto di questo primo periodo come strutture murarie se non le tracce dell'antico oratorio che fu difatti l'unico edificio di pregio realizzato nei primi anni di vita della comunità monastica in loco. L'epigrafista Placido Puccinelli riporta la seguente iscrizione presente sul nuovo edificio dei monaci alla Faracciola (oggi non più presente):
| AN. MCXXVI. PATRES CISTERCIENSES EX PRIMA ABBATIA MORIMVNDI PREFATI ORDINIS HOC SACRVM CAENOBIUM A FUNDAMENTIS EREXERUNT, ET DIE X. NOVEMBRIS HABITAVERE; QUI PRIMITVS PER BIENNIVM IN GRANCIA CORONATE STETERUNT TEMPORE S. DOMINI INNOCENTII II. |

Con la fondazione del nuovo sito dove sorgerà dopo cinquant'anni l'abbazia (poi Abbazia di Morimondo), il sito di Coronate divenne noto anche col nome di Morimondo vecchio per distinguerlo dal sito di Morimondo nuovo dove appunto andò a sorgere il luogo di culto ed il centro dell'attività monastica.

### Dal medioevo all'epoca moderna
Anche dopo la fondazione dell'abbazia ed il trasferimento della comunità di monaci a Morimondo, Coronate continuò a rivestire un ruolo di primaria importanza nell'economia agricola al servizio dell'abbazia, al quale rimase legato, ma coi secoli perse l'importanza acquisita nel medioevo. Nel Settecento il cancelliere e l'esattore delle tasse venne spostato nella vicina località di Fallavecchia (altra frazione odierna di Morimondo). A livello religioso continuava a far parte della pieve di Corbetta.
Con editto del 26 settembre 1786, Coronate con Morimondo passò sotto la provincia di Pavia, pur rimanendo compreso nella pieve di Corbetta (arcidiocesi di Milano). Nel 1791 tornò come "comune censuario" della provincia di Milano. Dopo la rivoluzione francese e l'istituzione della Repubblica Cisalpina, Coronate con Morimondo venne inserita nel dipartimento del Ticino con legge del 20 marzo 1798, per poi passare al dipartimento d'Olona (26 settembre 1798). Napoleone, nel 1805, comprese Coronate nel distretto II di Pavia, all'interno del II cantone di Gaggiano e lo riconobbe come comune di III classe. Quattro anni più tardi gli vennero aggregati anche i piccoli comuni di Ticinello e Caselle e nel 1811 si aggiunse anche Basiano (oggi tutte frazioni di Morimondo), distaccando quest'ultimo comune da Fallavecchia a cui era precedentemente annesso.
Col ritorno degli austriaci e la costituzione del Regno Lombardo-Veneto, il comune di Coronate (con le frazioni di Cascina Fiorentina, Cascina Prato Ronco e Morimondo) venne inserito nella provincia di Pavia, nel distretto V di Rosate. Con disposizione del 10 aprile 1841 a Coronate vennero aggregati i comuni soppressi di Basiano, Fallavecchia e Ticinello e nel 1853 il comune di Coronate venne trasferito nel distretto VI di Binasco, sempre nella provincia di Pavia.
Coronate rimase legato all'abbazia sino al 1871, quando il comune di Cascina Coronate cambiò nome nel comune di Morimondo.

## Monumenti e luoghi d'interesse

### Architetture religiose

#### Oratorio di Santa Maria Nascente

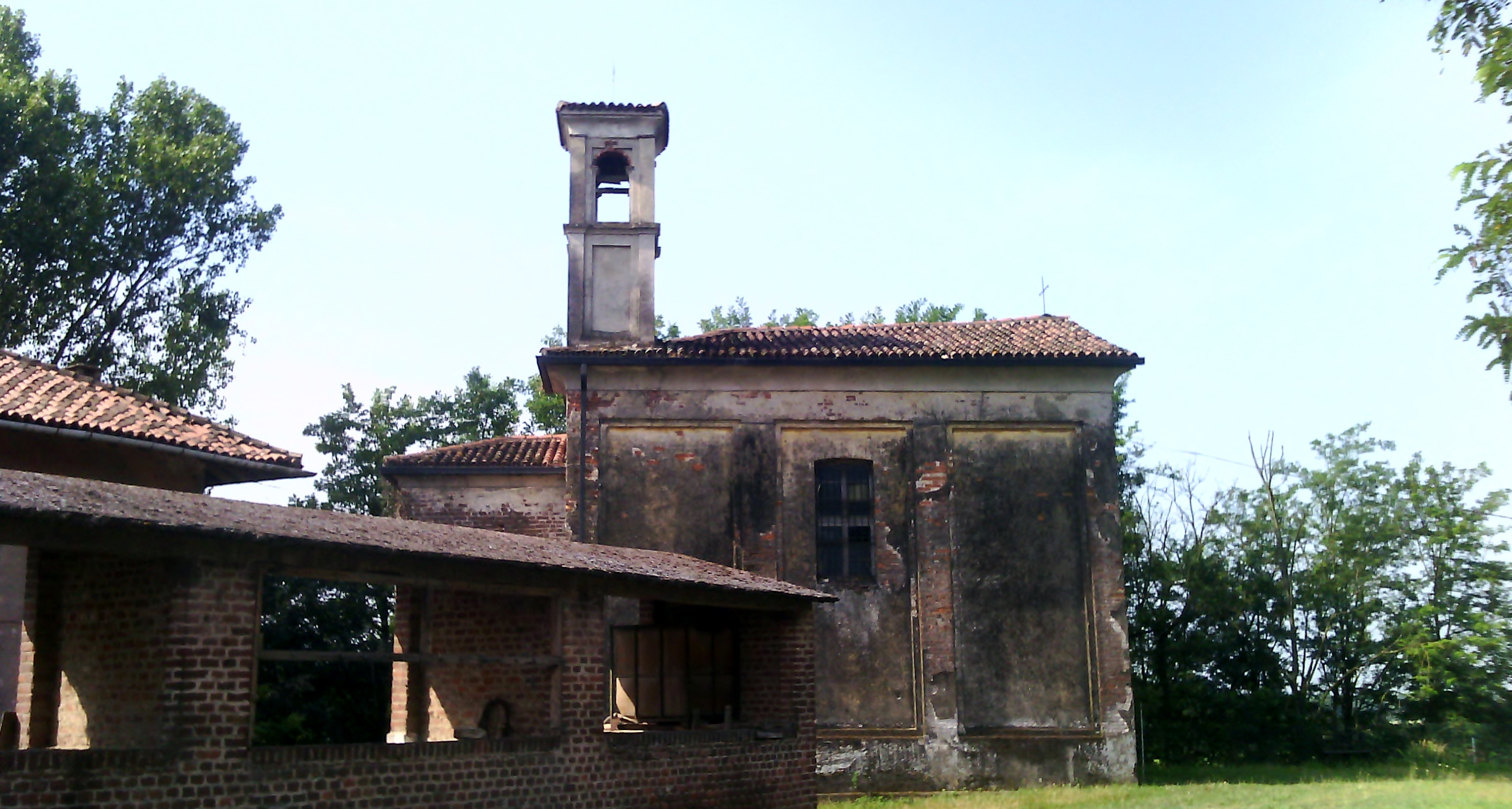
L'oratorio di Santa Maria Nascente di Coronate

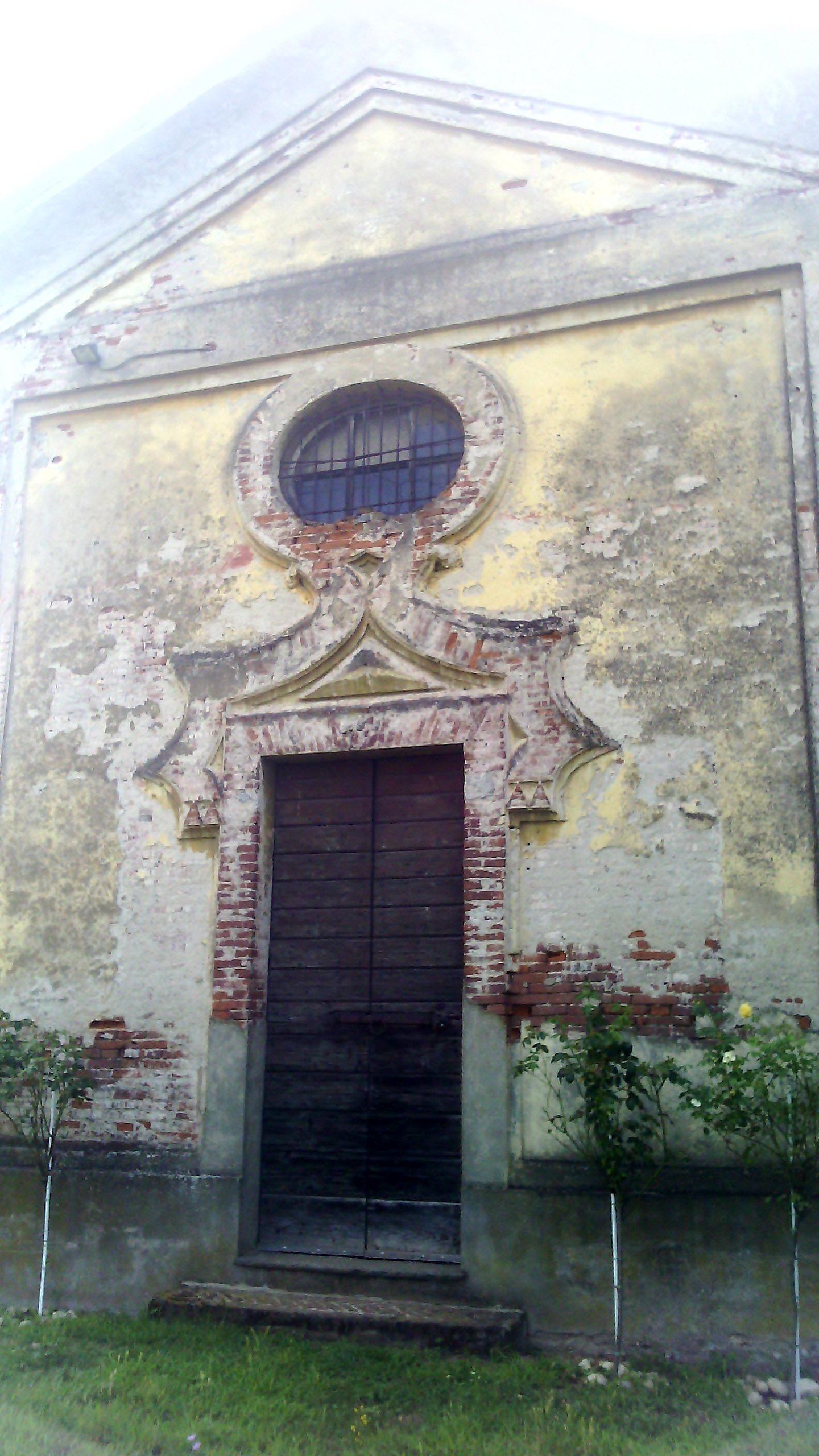
La facciata settecentesca dell'oratorio

La chiesa di Santa Maria Nascente (nota anche come chiesa dell'Incoronazione di Maria in omaggio al luogo di fondazione: Sancta Maria Incoronata o in Coronate) si sviluppò come primitivo oratorio e luogo di culto del primo insediamento dei monaci cistercensi giunti da Morimond nel 1134.
L'esterno, costituito da una struttura estremamente semplice, è preceduto da un sagrato in terra battuta, mentre la facciata della chiesetta è realizzata con la classica struttura terminante a timpano, sovrastato da una croce in ferro.
Uniche decorazioni presenti, oltre alle alte lesene, sono delle rocailles presenti attorno al portale d'ingresso e la finestrella ovale nella parte alta della chiesa che da luce all'interno.
Della struttura originaria ormai non rimangono che le fondamenta dal momento che la piccola chiesa venne completamente demolita e ricostruita nel 1709 per permetterne l'ampliamento del luogo di culto a favore della popolazione locale.
La struttura, inserita nel complesso della cascina di Coronate, è di proprietà privata e si trova in stato di abbandono.

## Società

### Evoluzione demografica
"Abitanti censiti"

## Media
Il borgo di Coronate e la relativa, primitiva abbazia, è oggetto di un capitolo del thriller medievale La congiura delle tre pergamene dello scrittore Matteo Di Giulio.